# 천영성
천영성(千永星, 1929년 4월 21일 ~ 2019년 7월 29일)은 대한민국의 군인, 정치인이다. 제11,12대 국회의원을 역임했다. 호는 청경(靑耕), 본관은 영양(潁陽)이다.

## 학력
- 충청남도 대전고등보통학교 졸업
- 대한민국 공군사관학교 1기
- 대한민국 육군보병학교 졸업
- 대한민국 공군방공포병학교 졸업
- 대한민국 육군대학 졸업
- 미국 공군참모대학교 졸업
- 대한민국 국방대학교 행정학사
- 단국대학교 정치외교학과 학사
- 서울대학교 경영대학원 경영학 석사

## 경력
- 공군본부 작전참모부장(소장)
- 군사정전위원회 한국측 수석대표
- 한전보수공단사장
- 민정당 충남도지부위원장
- 국회 경제분과위원장, 국방위원장

## 역대 선거 결과
|  | 43.52% |

|  | 44.27% |

|  | 18.49% |

## 가족 관계
- 배우자 : 김연균
  - 아들 : 천요상, 천은상, 천명상
  - 며느리 : 노정원, 오경숙